# Areola
Areola (areola mammae; diminutiv af latin: area, "åben plads") er det farvede område, der omgiver brystvorten omkring midt på brystet.

## Størrelse
Størrelsen af areola kan variere meget fra person til person. De fleste mænd har en areola på ca. 25 mm i diameter, mens kønsmodne kvinder i gennemsnit har areola på omkring 30 mm, der dog dækker over variationer helt op til 100 mm eller mere i diameter. Kvinder, der producerer modermælk eller har specielt store bryster, kan have endnu større areola. Areola er sædvanligvis større på den kønsmodne kvinde end den præpubertære pige. Formen er oftest cirkulær, men mange kvinder og nogle få mænd kan også have en mere ellipseformet areola.

## Farver
Areola er mørkere i farve end det omgivende bryst. Den præcise farve varierer også meget fra person til person, og dækker et spektrum fra lys pink til mørkebrun. Personer med lys hud vil generelt have en lysere areola end personer med mørk hud. Farvningen af areola laves af to forskellige melanin pigmentfarvningsstoffer – et brunt og et rødt. Den relative mængde af disse pigmentfarver afgør areolas farve. Areolas farve kan ændre sig med tiden efter påvirkning af hormonelle ændringer i forbindelse med menstruation, visse medikamenter og aldring. I særdeleshed graviditet kan medføre en klar mørkfarvning af areola. En delvis tilbageføring til den oprindelige farvning af areola kan forekomme efter fødslen, men også dette varierer fra kvinde til kvinde.

## Kirtler
På areola sidder omkring 10-15 små runde knopper, talgkirtler, der kaldes Montgomery'ske kirtler. Disse producerer et fedtholdigt olieagtigt hvidt sekret, der beskytter brystvorten og areola under amning.